# 循化撒拉族自治县
循化撒拉族自治县是中华人民共和国青海省海东市下辖的一个自治县。自治縣政府駐黃河路黨政大樓3層。

## 概況
位于青海省东部，海东市东南部，北纬35.5°，东经102.3°。东与甘肃省临夏回族自治州的积石山保安族东乡族撒拉族自治县和临夏县接壤，南临甘肃省甘南藏族自治州夏河县和青海省黄南藏族自治州同仁县，西靠青海省黄南藏族自治州尖扎县，北同青海省海东市化隆回族自治县。循化东西长68公里，南北宽57公里，面积2100平方公里，总人口14万（2010年），居民主要以撒拉族为主，另外有回、漢、藏、蒙等民族。邮政编码811100，县政府驻积石镇，距离省会西宁市165公里。
循化縣是全国唯一的单一撒拉族民族自治地方。此外，甘肃省还设有积石山保安族东乡族撒拉族自治县。循化撒拉族自治县地处青藏高原边缘地带，南高北低，四面环山，山谷相间，气流回升，年平均气温8.7℃，近十年随着全球气温升高，年平均气温在9℃以上。县平均海拔为2200米，是青海省海拔较低的地区之一。河谷地区平均海拔1850米，黄河流经其中79公里。

## 人口
根据第七次人口普查数据显示循化撒拉族自治县常住人口为13.426万人，城镇化率为36.04%，常住人口户数为3.7295万户。2020初总户数43985户，户籍人口165082人。

## 行政区划
循化撒拉族自治县下辖3个镇、2个乡、4个民族乡：
积石镇、白庄镇、街子镇、道帏藏族乡、清水乡、岗察藏族乡、查汗都斯乡、文都藏族乡和尕楞藏族乡。